# Pseudocoremia humillima
Pseudocoremia humillima är en fjärilsart som beskrevs av Hudson 1898. Pseudocoremia humillima ingår i släktet Pseudocoremia och familjen mätare. Inga underarter finns listade i Catalogue of Life.